# Huoixai

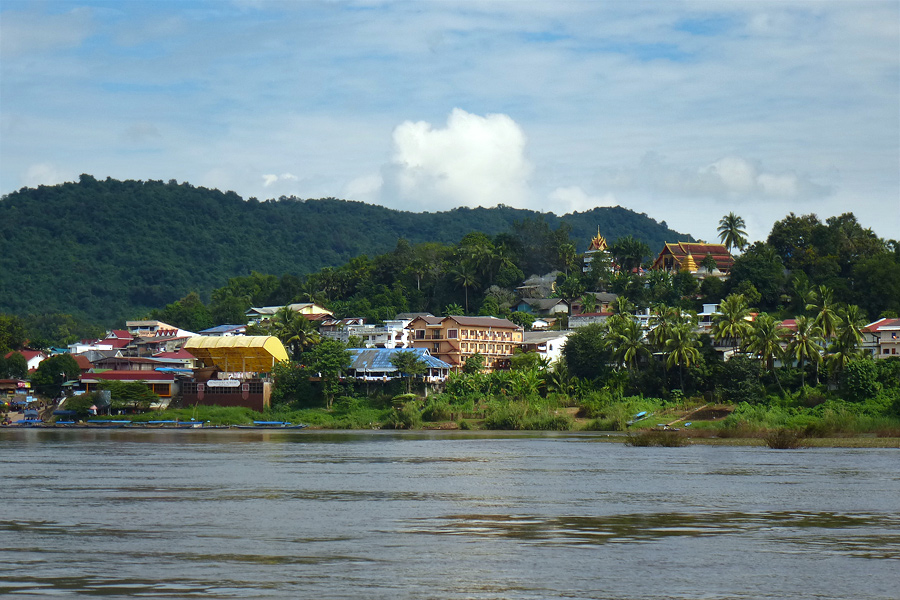
Huoixai

Huoixai (hay Huay Xai (Huổi Xay), Ban Houayxay (Bản Huổi Xay), tiếng Lào: ຫ້ວຍຊາຍ) là một huyện thuộc tỉnh Bokeo của Lào. Huyện này nằm bên dòng sông Mê Kông, Hệ sinh thái vùng do phù sa của dòng Mê Kông nên có các loại trái cây đặc hữu cơ bản là trái cây vùng Á nhiệt đới như: Mắc Ca, Xoài, Cam, quýt,...
Đối diện với Chiang Khong của Thái Lan, là đường biên giới cực bắc của hai nước. Hai huyện này được nối bằng phà. Houayxay là điểm cuối của quốc lộ 3 (đang xây dựng) nối Boten của Vân Nam và Luangnamtha với Thái Lan.
Houayxai có sân bay nội địa có các chuyến bay đến Viêng Chăn và Luang Prabang. Phương tiện phổ biến nhất là thuyền, phà xuôi dòng Mê Kông đến Pakbeng, Luang Prabang và các nơi khác.
Huoixay có cơ hội rất lớn về phát triển công, nông nghiệp, dịch vụ và phát triển thương mại, đặc biệt với nền công nghiệp không khói, du lịch là thế mạnh của Huổi xay nếu khai thác được thế mạnh này Huổi xay không chênh lệch nhiều với Chiengmai của Thái Lan. Với điều kiện tự nhiên, địa lý thì phát triển cây đặc hữu như: Ca cao, hồ tiêu ở vùng đất cao vùng trũng vẫn trồng lúa nước để đảm bảo an ninh lương thực. Trong khoảng từ bây giờ đến 10 năm nữa (2028) sẽ có một số cư dân đồng bằng Sông Cửu Long sang các vùng đất Lào để sinh sống do nước biển dâng.
Về phát triển du lịch, do có đường thủy, đường bộ và đường hàng không nên các tuyến du lịch kết nối rất dễ dàng, kết hợp giữa du lịch, nghỉ dưỡng và tham quan các tuyến đặc hữu. Vấn đề là do mình marketing thôi.